# 鐵娘子 (1969年電影)
《鐵娘子》（英語：Iron Mistress / Iron Petticoat）是一部1969年上映的臺灣電影，發行商為聯邦影業有限公司，由宋存壽導演，楊世慶編劇，周業興攝影，並由韓湘琴、白鷹、曹健等主演。

## 劇情
在中國南宋時期，由於受到金兵入侵，中原百姓民不聊生，山東的女中豪傑鐵娘子（韓湘琴 飾）在率領百姓抗暴。鐵娘子帶領手下劫法場，救走師兄魏勝及抗金義士辛贊（曹健 飾）。贊敬希望與鐵合力抗暴，但鐵娘子因輕視辛贊只是文弱書生而未有答應。鐵娘子因劫法場因而聲明大震，單克寧（苗天 飾）奉命剿捕鐵娘子，但因鐵娘子一幫人藏於深山而苦無對策。
鐵娘子伏擊押送百姓的金兵時，收留了一名傷重老人。鐵娘子手下福子（萬重山 飾）暗戀江妹（唐琪 飾），但江妹卻愛上長生（于沛 飾）。鐵娘子為長生江妹舉行婚禮，婚宴之夜，突被金兵偷襲，山寨弟兄傷亡慘重，鐵娘子在魏勝掩護下勉強逃離山寨，原來傷重老人乃單克寧派來的奸細。
辛贊知悉山寨被襲後，不顧安危將鐵娘子藏於楓林鎮，更以智取奪得官府兵器。辛贊表現出的忠義及才智使鐵娘子青睞有加，因而引起一直暗戀她的魏勝之妒意，福子乘機離間魏勝離開鐵娘子自立門戶。魏勝跟隨福子不辭而別，途中發覺福子是受金人指示的奸細，憤而將他殺死，但已被單克寧帶兵團團圍住。幸虧鐵娘子趕到，加上辛贊暗中相助，眾人終於合力除掉單克寧。魏勝重傷垂危，臨終時叮囑鐵娘子與辛贊聯合，投效岳飛。

## 演員表
| 演員   | 角色   | 備註                     |
| 韓湘琴 | 鐵娘子 | 率領百姓抗暴的女中豪傑   |
| 白鷹   | 魏勝   | 鐵娘子的師兄             |
| 曹健   | 辛贊   | 帶領百姓抗金的義士       |
| 萬重山 | 福子   | 暗戀江妹。後被魏勝所殺。 |
| 苗天   | 單克寧 | 奉命剿捕鐵娘子           |
| 唐琪   | 江妹   | 對長生有好愛意           |
| 于沛   | 長生   |                          |